# マツダ・流雅
流雅（りゅうが・RYUGA）は、マツダが製作したコンセプトカー。

## 概要
2007年北米国際自動車ショーで発表された。一連の「NAGAREシリーズ」の第2弾にあたる。初代流のデザインを日本でより現実的に発展させたモデルである。ボディは流同様に流麗なスタイルで、大きな2枚のガルウイングドアを備える。パワートレーンはE85燃料を使用するMZR系2.5リットルエンジンを搭載したFFで6速ATが組み合わせられる。
フロント部はRX-8、リア部はロードスターのプラットフォームが組み合わせられた。流同様に、ボディには空気の流れをモチーフにしたサイドラインや灯火類が配置されている。次世代の若者を対象にしており、2人乗りのスポーツカーは敬遠するがスポーツカーのルックスは好むとのリサーチ結果により、仲間たちとかっこいい車に乗るとのコンセプトで、タイヤを四隅に配置し限りなく広げた室内空間をコンパクトカーのサイズにかっこいいシルエットで配置することを念頭にデザインされた。流を現実的にしたモデルではあるが、乗り降りの際に必ずサイドパネルのほとんどが開閉するため室温の保持が難しいこと、給油口がドアを開けないと開かない等、実際の使用は難しい。

## 参照
1. ↑  https://response.jp/article/2007/01/25/90706.html
2. ↑  https://221616.com/car-topics/20070108-a29864/
3. ↑  https://www.webcg.net/articles/-/11178